# Quinquelaophonte bunakenensis
Quinquelaophonte bunakenensis is een eenoogkreeftjessoort uit de familie van de Laophontidae. De wetenschappelijke naam van de soort is voor het eerst geldig gepubliceerd in 1997 door Mielke.